# ArcelorMittal Eisenhüttenstadt
52°09′55.7″ пн. ш. 14°37′27.1″ сх. д. / 52.165472° пн. ш. 14.624194° сх. д.

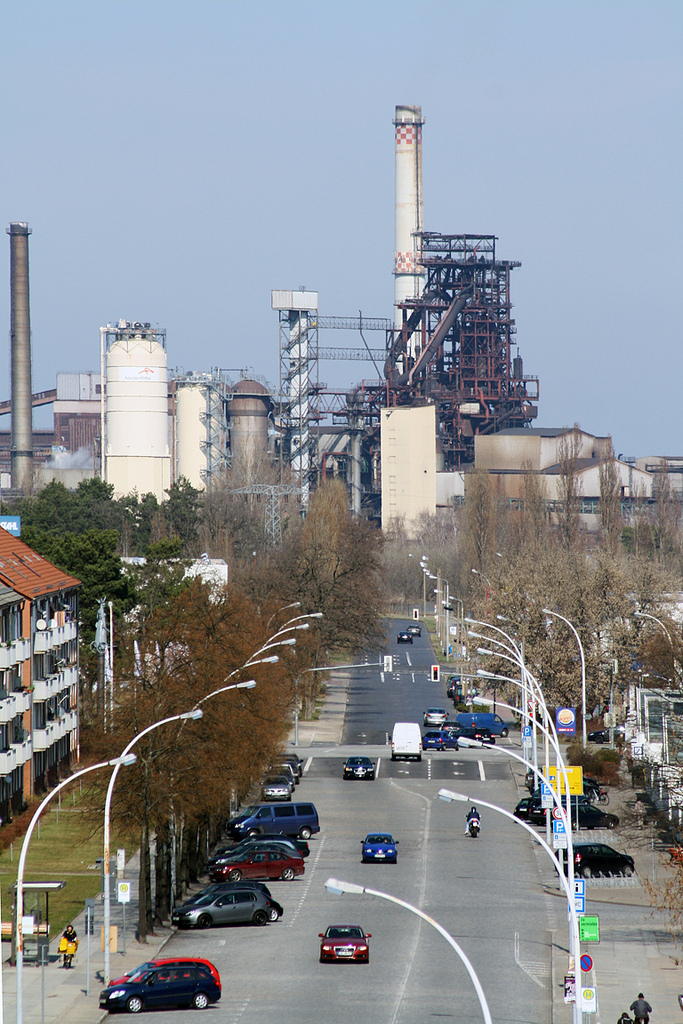
Вид на завод з міста Айзенгюттенштадт.

ArcelorMittal Eisenhüttenstadt (АрселорМіттал Айзенгюттенштадт, до 1990 року — комбінат «Ост» («Схід»)) — металургійний комбінат у Німеччині, у місті Айзенхюттенштадт (виникло у зв'язку з будівництвом комбінату). Заснований 1951 року. Був найбільшим металургійним комбінатом НДР. З 1990 по 2006 роки був відомий як «EKO Stahl GmbH» (EKO — абревіатура від Eisenhüttenkombinat Ost).

## Історія

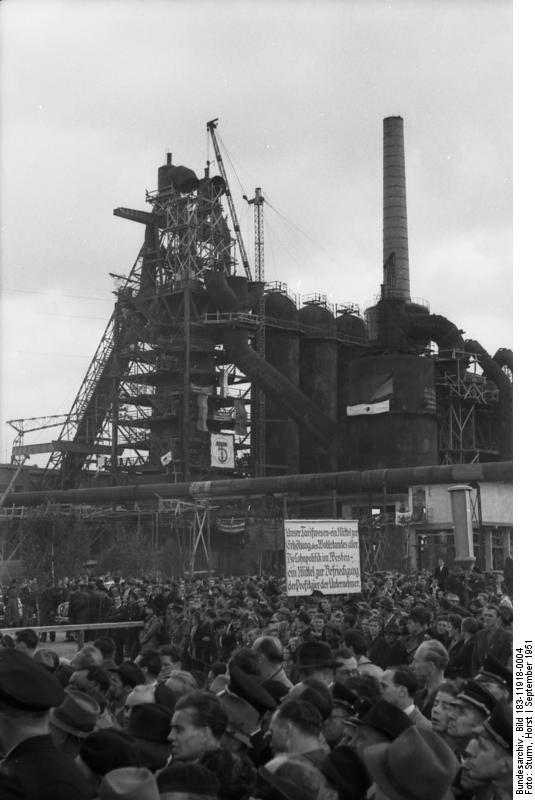
Мітинг перед задувкою доменної печі № 1. Вересень 1951 року.

Рішення про будівництво комбінату було затверджене на з'їзді СЄПН, що відбувся у червні 1950 року. Ще до початку зведення комбінату, 1950 року було закладено місто Айзенхюттенштадт («Місто металургійного заводу») для працівників заводу. Будівництво комбінату було розпочато 1 січня 1951 року з початком будівництва першої доменної печі. Загалом до 1955 року було побудовано 6 доменних печей. З 1953 року комбінат мав назву «J. W. Stalin». 1963 року він отримав назву «Ост». Комбінат працював на довізній з СРСР залізній руді і польському коксі. Кількість працівників на комбінаті досягала 16000 осіб.
З 1990 року комбінат мав назву «EKO Stahl AG» (EKO — абревіатура від Eisenhüttenkombinat Ost). 1994 року його було продано бельгійській металургійній і машинобудівній компанії «Кокеріль-Самбр». На ньому було проведено модернизацію. 2001 року на заводі працювало 3200 чоловік. [джерело?] З 2002 року комбінат разом зі своїми бельгійськими власниками входив до складу групи Arcelor. Після злиття у 2006 році Arcelor з індійською компанією Mittal Steel, комбінат відомий як «ArcelorMittal Eisenhüttenstadt GmbH».

## Сучасний стан

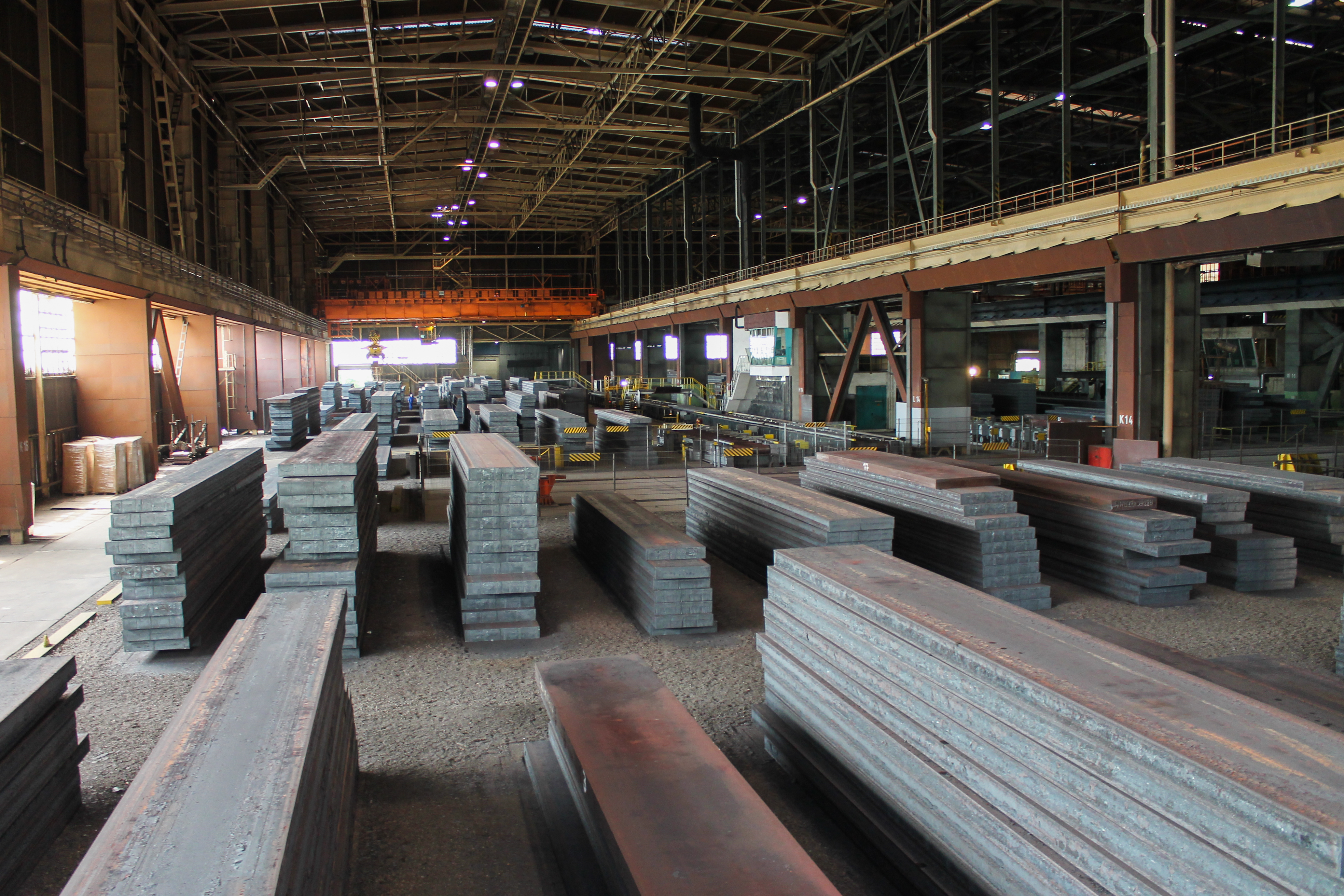
Сляби, виготовлені на комбінаті.

Завод має 4 доменних печі, з яких працюють лише 2 — доменна піч № 1, побудована 1951 року і нещодавно модернізована, і доменна піч № 5А, побудована 1997 року. Доменні печі мають об'єми 840 м³ і 1770 м³. [джерело?] Доменні печі № 2 і № 3, побудовані у 1950-х роках, перебувають в резерві. На заводі діють також сталеливарний цех та цехи холодної і гарячої прокатки.